# XCF
XCF (pour eXperimental Computing Facility) est un format d'image libre utilisé notamment par le logiciel GIMP. La sauvegarde des données de l'image se fait via l'algorithme RLE.
Les images .xcf sont compressées seulement par l'algorithme RLE, mais Gimp permet aussi les compressions gzip et bzip2. Cette compression dans les versions actuelles (2.8 et 2.9) de Gimp s'obtient en indiquant l'extension appropriée (xcfgz (xcf.gz) / xcfbz2 (xcf.bz2) dans la boîte de dialogue d'enregistrement du fichier. Elle permet une réduction variable (en moyenne de moitié) de la taille du fichier. Gimp ouvre ces fichiers comme des images normales en faisant appel, de manière transparente pour l'utilisateur, à un module de compression/décompression pour la sauvegarde et l'ouverture. Si l'on donne l'extension xcf à un fichier compressé gz ou bz2, Gimp l'ouvre de façon transparente également, ce qui pourrait permettre d'inclure ultérieurement la compression dans les options de sauvegarde xcf. On obtient ainsi des fichiers beaucoup moins volumineux que ceux de Photoshop (psd).
Le format xcf assure la compatibilité descendante (toutes les versions de Gimp peuvent ouvrir des fichiers xcf produits par les versions antérieures) et partiellement la compatibilité ascendante : par exemple, Gimp 2.0 peut sauvegarder des calques de texte alors que la version 1.2 ne le pouvait pas et ouvrira les calques de texte comme des calques normaux. Depuis Gimp 2.7, le logiciel permet des groupes de calques, de sorte que les fichiers qui en contiennent ne peuvent pas être ouverts par Gimp 2.6.
Pour cette raison, les développeurs de Gimp ont longtemps déconseillé l'usage de ce format pour la conservation et la transmission des données, en prévision de modifications ultérieures du logiciel. Toutefois un récent effort de normalisation définissant un format OpenRaster à l'instar du format OpenDocument des traitements de texte, a conduit les développeurs à imposer la sauvegarde en xcf (ou xcf compressé) comme seule option possible lorsque l'utilisateur choisit « Enregistrer / Enregistrer sous »), tous les autres formats d'images n'étant accessibles que par le menu « Exporter / Exporter sous ».

## Support logiciel
Le format XCF est aussi supporté par d'autres logiciels tels que :
- Seashore, logiciel de retouche d'image pour Mac OS X, basé sur GIMP ;
- Krita, également un logiciel de retouche d'image de la suite Koffice ;
- CinePaint, outil de retouche d'images vidéo.